# Scriptsprog
Script-sprog er også programmeringssprog.
Til forskel fra compiler-baseret programmering bliver den syntaktiske sammensætning af en række script-sprog-kommandoer - scriptet - som oftest processeret runtime (dansk: kørsel) af en såkaldt interpreter (dansk: fortolker).
Scripts vil oftest være lettere læselige end almindelig programmeringskode, og i hvert fald mere læsbar end assembler-kode.
Scripts anvendes blandt andet til styring af computere, programmering af websider og computerspil.
I det nedenstående følger en liste over udvalgte Script-sprog:
- AppleScript – anvendes på Mac-computere.
- CGI-script – anvendes som regel til at beskrive CGI-programmer skrevet i Perl.
- ECMAScript – bygget på grundlag af JavaScript.
- JavaScript – mest anvendte script-sprog på hjemmesider, mange browsere understøtter dette.
- JScript – udviklet af Microsoft.
- VBscript – udviklet af Microsoft.
- VRML-kode – kan ved hjælp af en særlig plug-in vises som 3D-virtual reality i en browser.
- Visual DialogScript – scriptsprog for Windows.

Den klassiske kommandolinjegrænseflade har i de UNIX-lignende systemer traditionelt dannet rammen for det der på engelsk kaldes shell script. I dag er de fleste scriptsprog også interaktive, typisk med en begrænset adgang til systemkommandoer.
- Unix og Linux shell script (en) – Her findes en række shells med hver sine specifikke faciliteter. Ex. Korn shell (en) og Bash.
- Windows PowerShell - til automatisering af administrative opgaver i Microsoft Windows.